# القطاع القسنطيني
القطاع القسنطيني هو منطقة ثقافية وتاريخية في المغرب العربي، وتقع في شمال شرق الجزائر.
وهو من أبرز القطاعات في الجزائر إذ يشمل منطقة نوميديا وبايلك الشرق التاريخية ويضم كذلك العديد من المدن التاريخية مثل هيبون وروسيكادا وتميقاد وسيرتا وتبسة وسيتيفيس وعاصمة القطاع مدينة قسنطينة التاريخية
وتنتشر العديد من الجبال بالقطاع مثل جبال إيدوغ وجبال البابور وجبال الأوراس وجبال الحضنة وجبال القبائل
كما تتساقط بها أمطار غزيرة بالساحل خاصة سكيكدة وجيجل

## جغرافيا

### التضاريس
تعد المنطقة وريثة أراضي بايلك الشرق السابقة وتتميز بكثرة الجبال حيث تتواجد كل من جبال البابور وأجزاء من جبال منطقة القبائل وجبال إيدوغ والحضنة والأوراس وتضم كذلك العديد من السهول والهضاب العليا

### المدن الرئيسية
جيجل،سكيكدة،ميلة،عنابة،سوق أهراس،سطيف،برج بوعريريج،قالمة،أم البواقي،قسنطينة، الطارف. ويحدها تقريباً من الغرب برج بوعريريج وبجاية

## السكان واللغات
يضم القطاع القسنطيني عديد المجموعات العرقية المختلفة ونتيجة لذلك تمتلك المنطقة فسيفساء من الثقافات والتقاليد.

المناطق الناطقة بالامازيغية وهي منتشرة بالجبال باللون الاصفر أما الباقي فهي ناطقة بالعربية

### الأمازيغية
- يتم التحدث بالشاوية بشكل رئيسي في ولايات باتنة و أم البواقي وخنشلة و سوق أهراس وتبسة شمال بسكرة و جنوب كل من ولاية ميلة و قالمة و سطيف .

### العربية
أما العربية فتنشر كذلك بالقطاع إذ تتكلم بها العديد من القبائل العربية خاصة التي قدمت في الهجرة الهلالية مثل قبائل سليم ورياح والإثبج وبحكم أنها لغة تواصل بين مختلف سكان القطاع إذ يستخدمون الناطقون بمختلف اللهجات الأمازيغية كلغة ثانية

## الثقافة

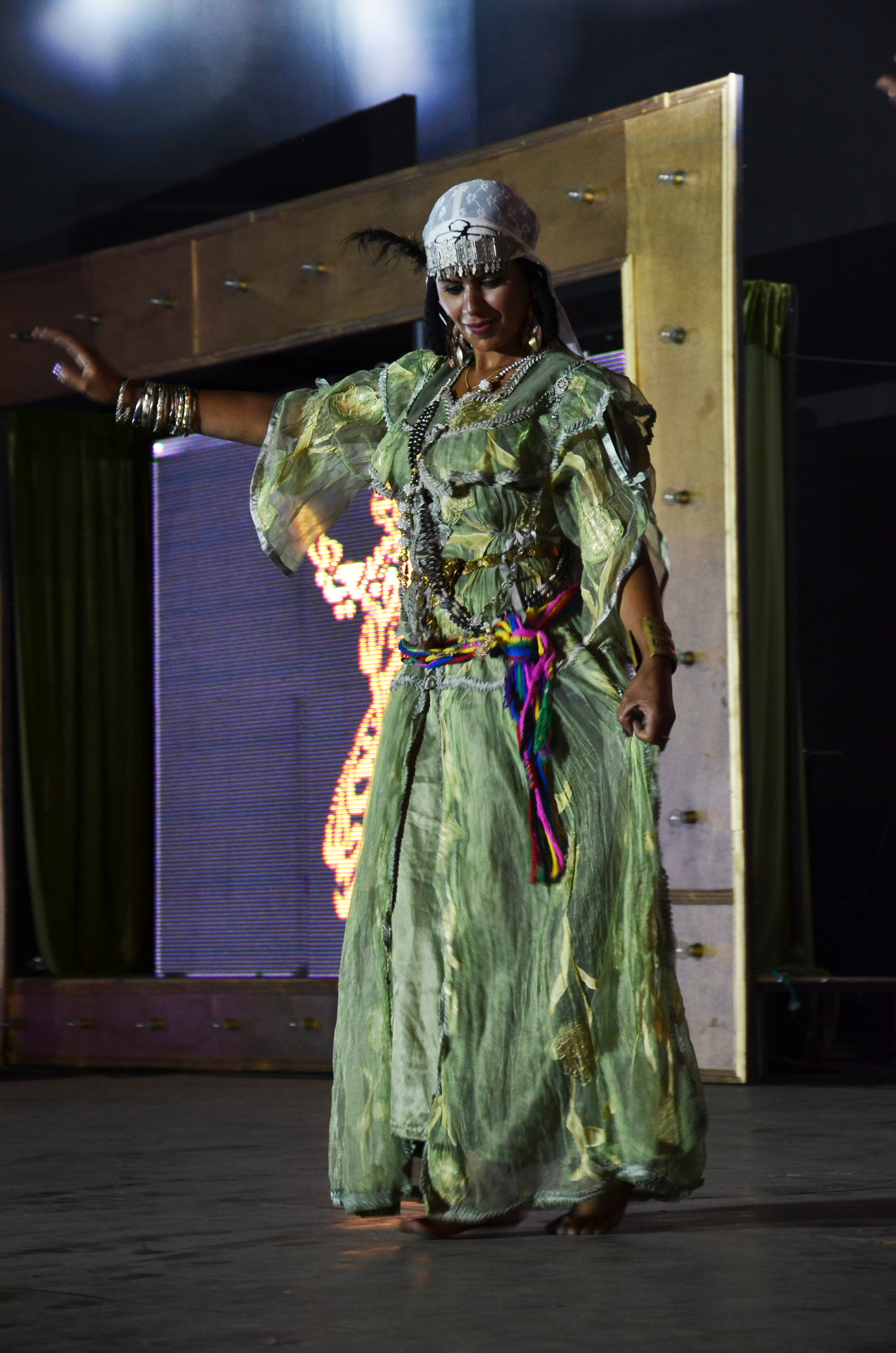
رقصة شاوية

### الموسيقى
تعد المنطقة ثرية في مجال الموسيقى إذ تتواجد طبوع خاصة بكل جهة من القطاع القسنطيني مثل :
- المالوف القسنطيني والعنابي
- الشاوي
- البدوي
- السطايفي
- القبائلي
- الفقيرات
- الموسيقى الصوفية مثل العيساوية

### اللباس
- قندورة الفرقاني القسنطينية
- الملايا السوداء
- قفطان

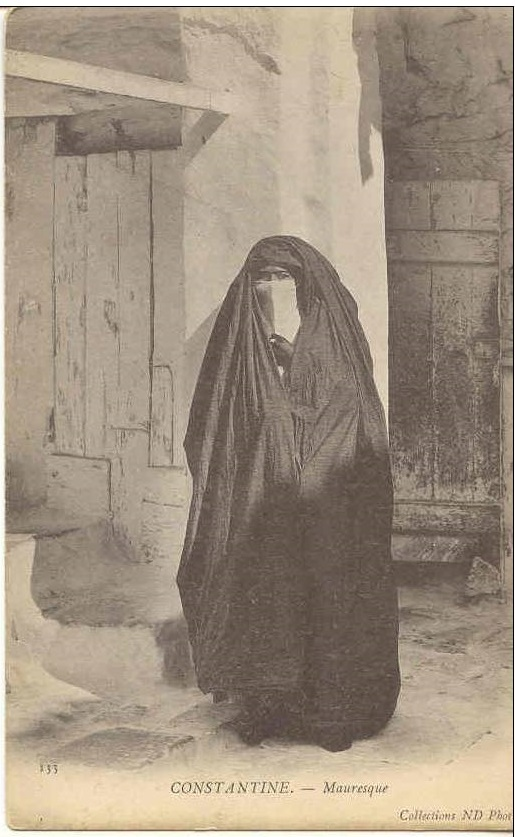
ملاية قسنطينية
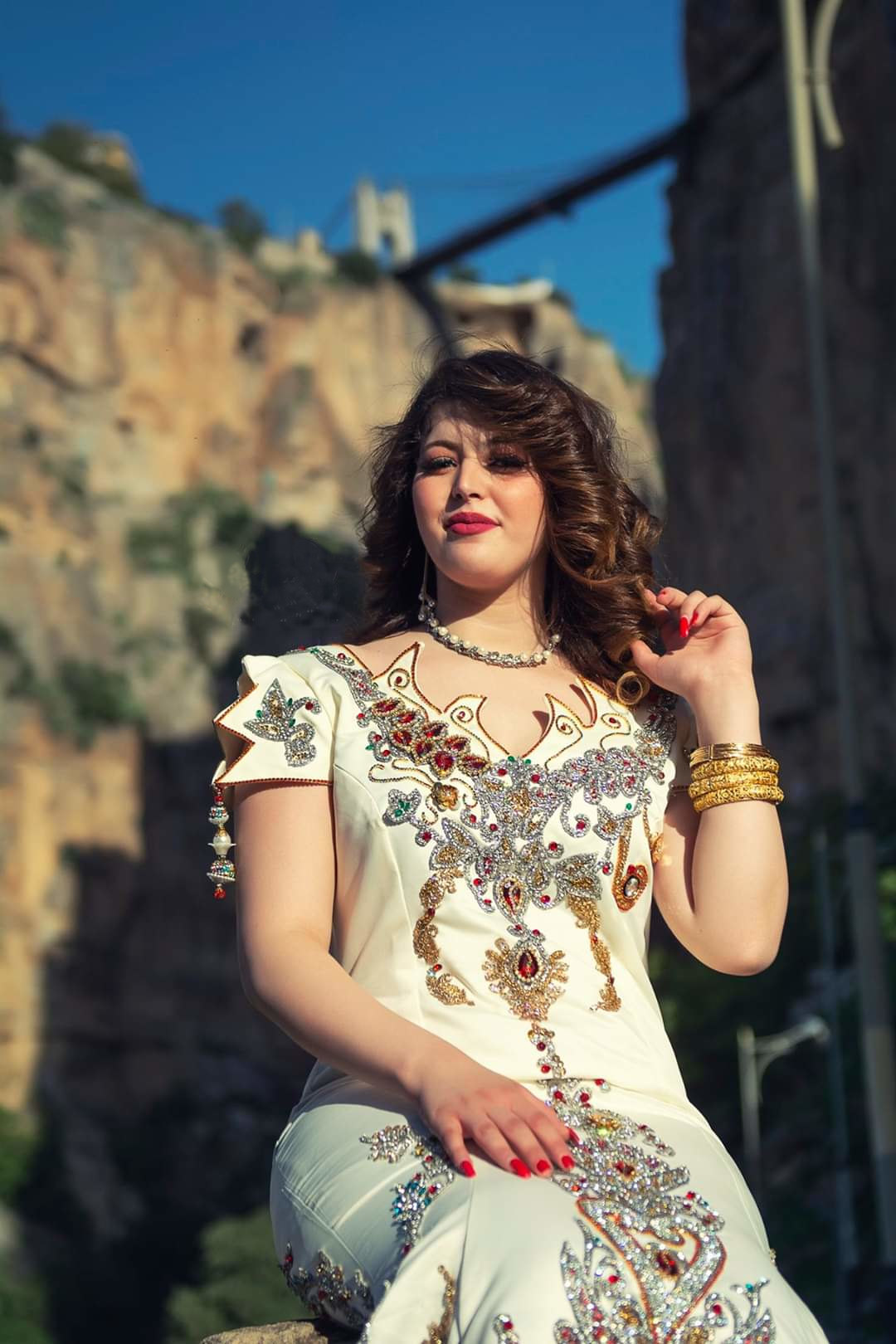
قندورة قسنطينية
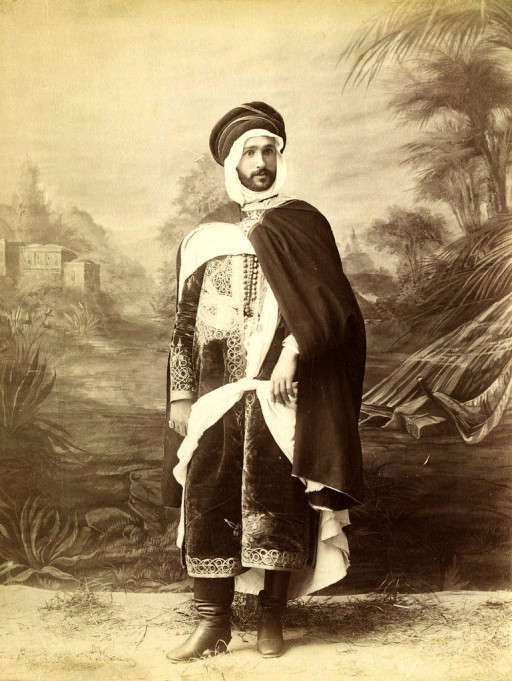
قفطان رجالي لابن قائد مدينة بسكرة

### المطبخ
مطبخ القسنطيني غني جدًا ومتنوع كذلك حيث نجد طبق الشخشوخة المصنوع من الفطائر الرقيقة المطبوخة والمفتتة ثم رشها بصلصة حارة، البربوشة وهو كسكس لحم الضأن الخاص بمدينة سطيف، الشوربا فريك (شوربة القمح المتشققة والحارة) التي يتم تناولها في جميع أنحاء القطاع القسنطيني. في المدن الساحلية مثل جيجل وسكيكدة يعدون أكلة الكسكس بالسمك، وهو كسكس الشعير مع الأسماك التي تحظى بشعبية كبيرة في جيجل.

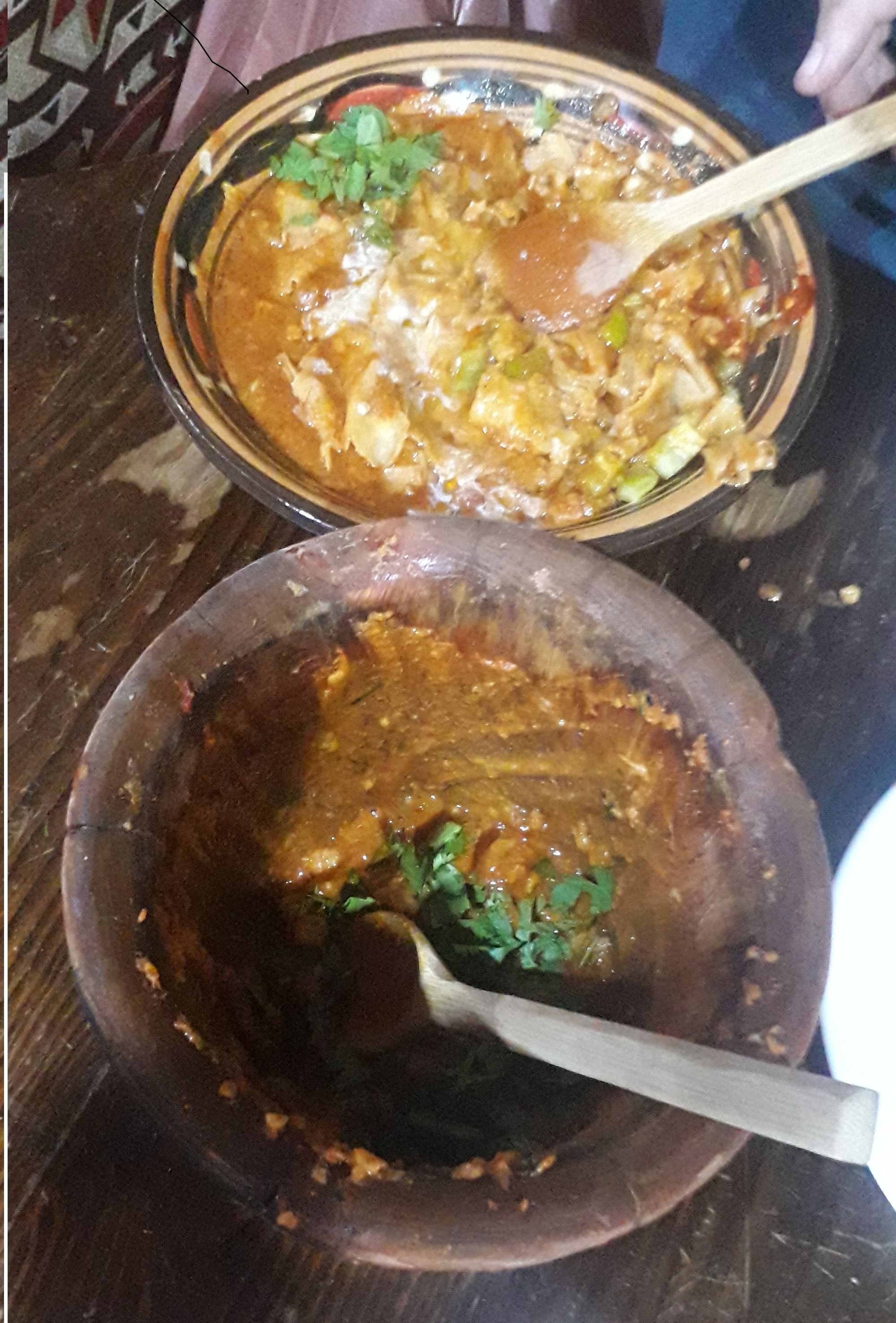
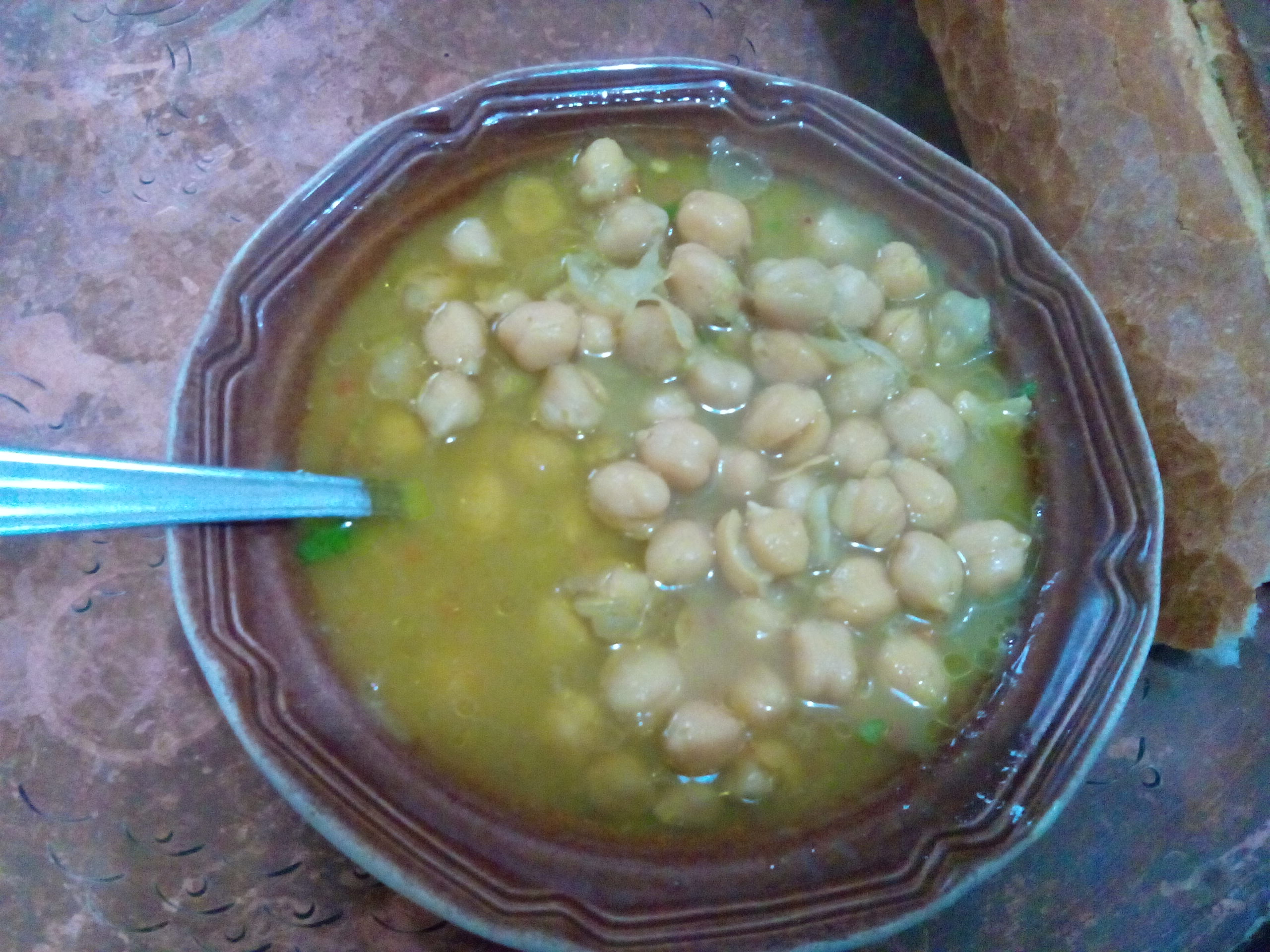

## معرض صور

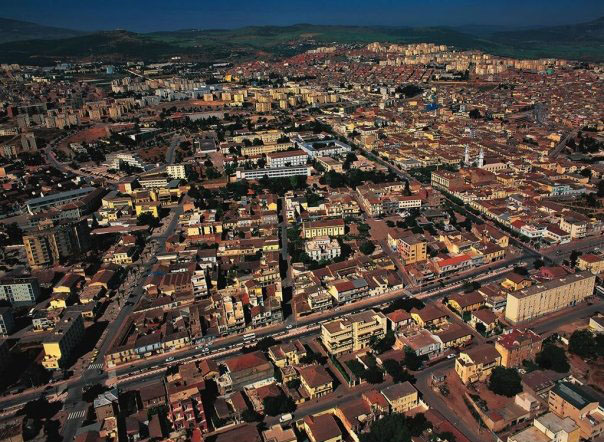
منظر علوي لمدينة قالمة
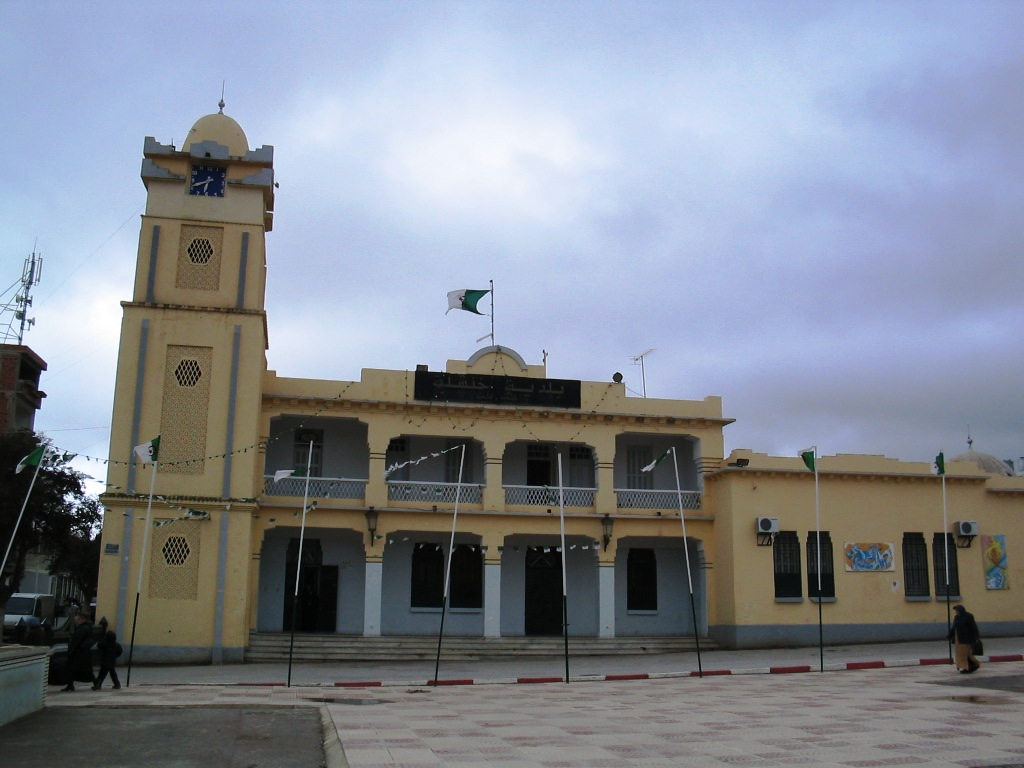
بلدية خنشلة
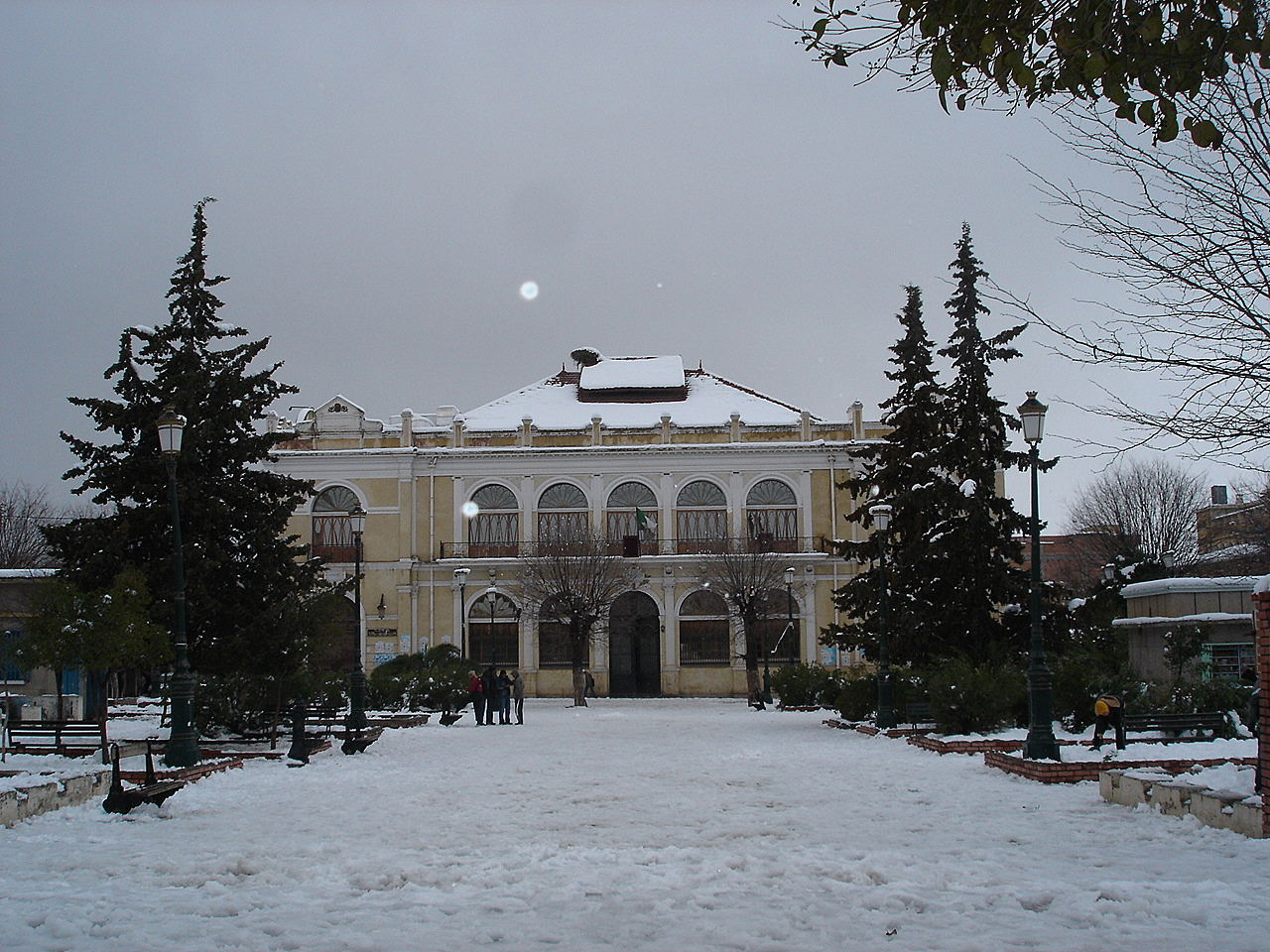
مسرح باتنة
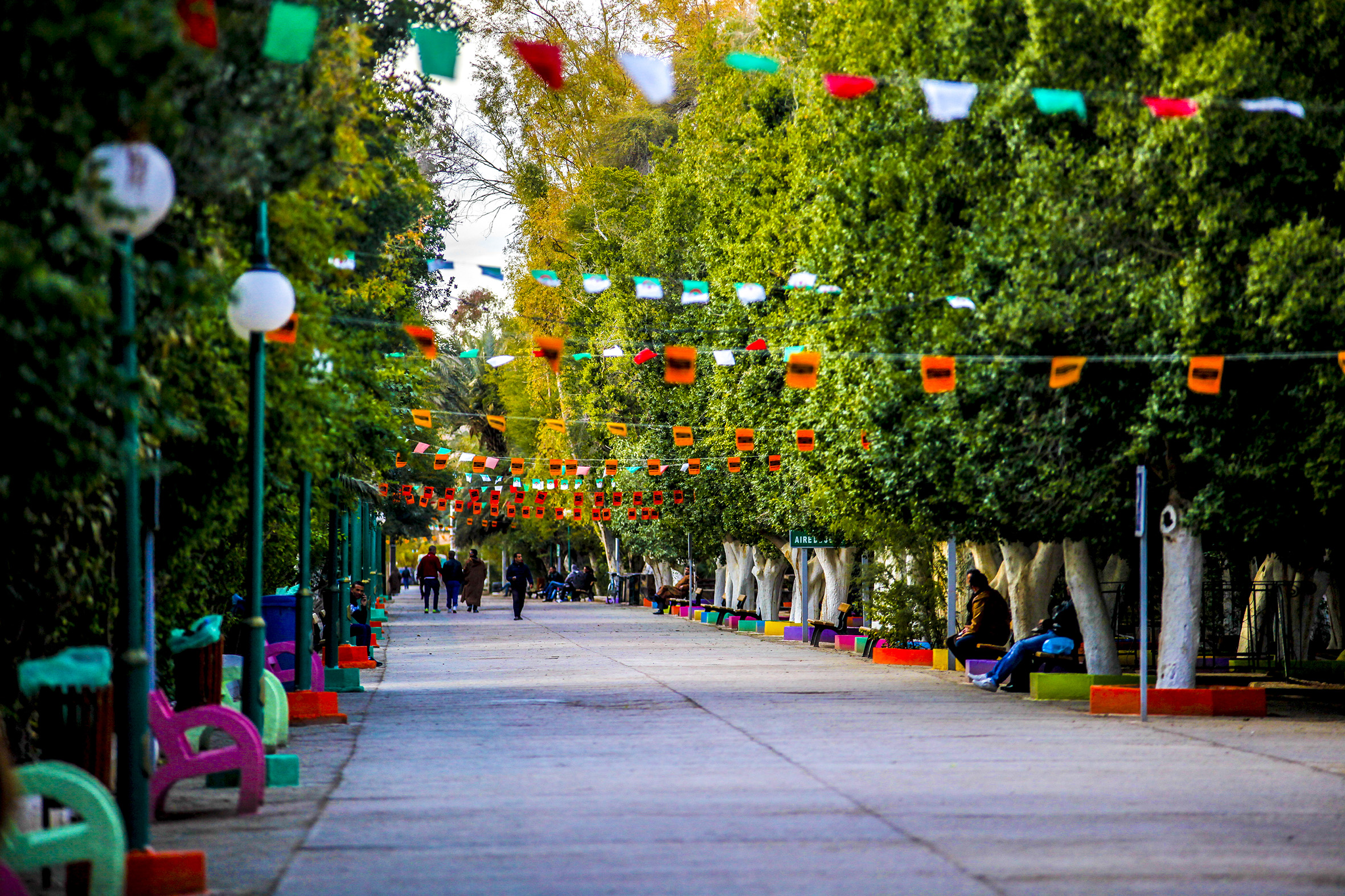
حديقة بوسط مدينة بسكرة
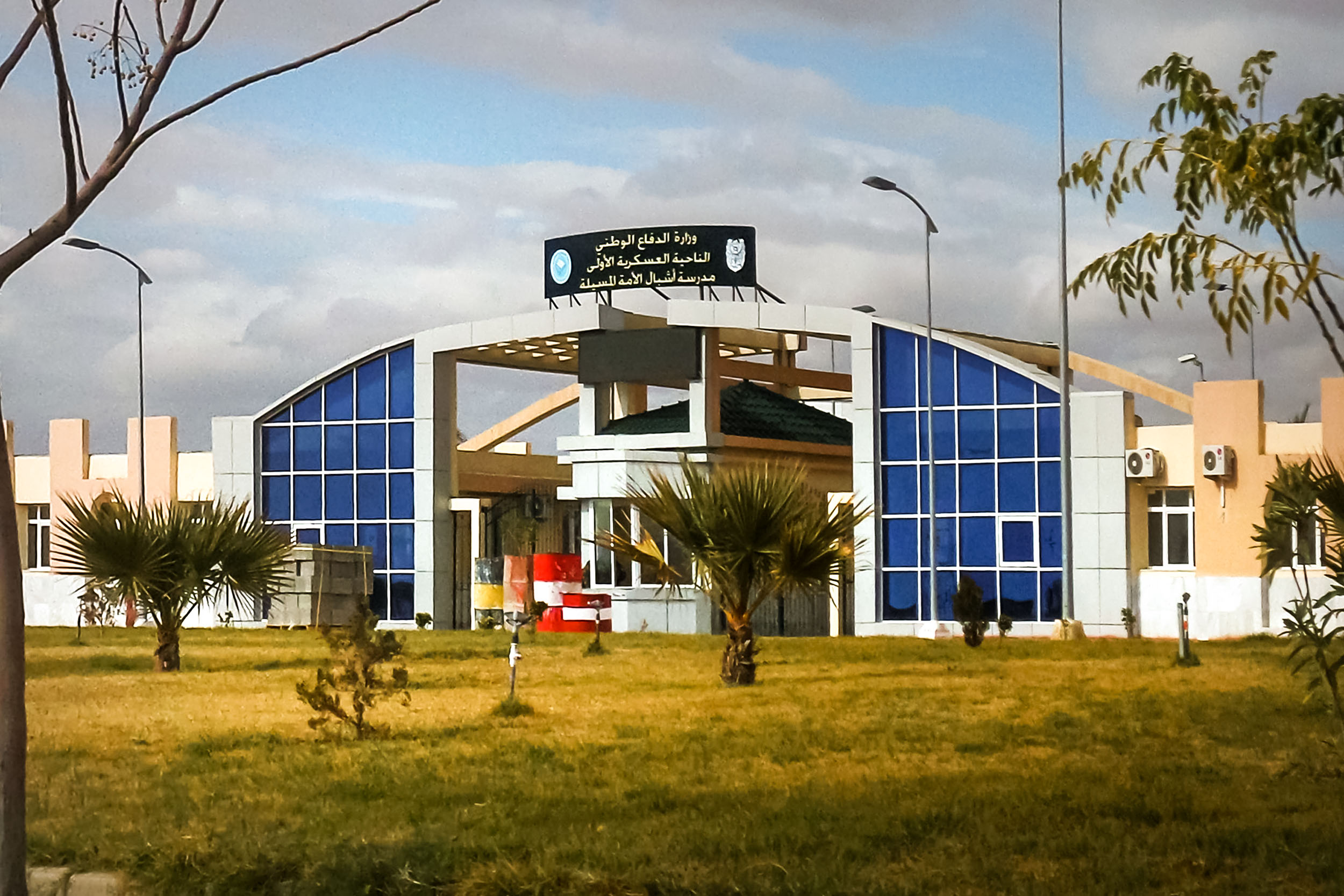
مدرسة أشبال الأمة بالمسيلة
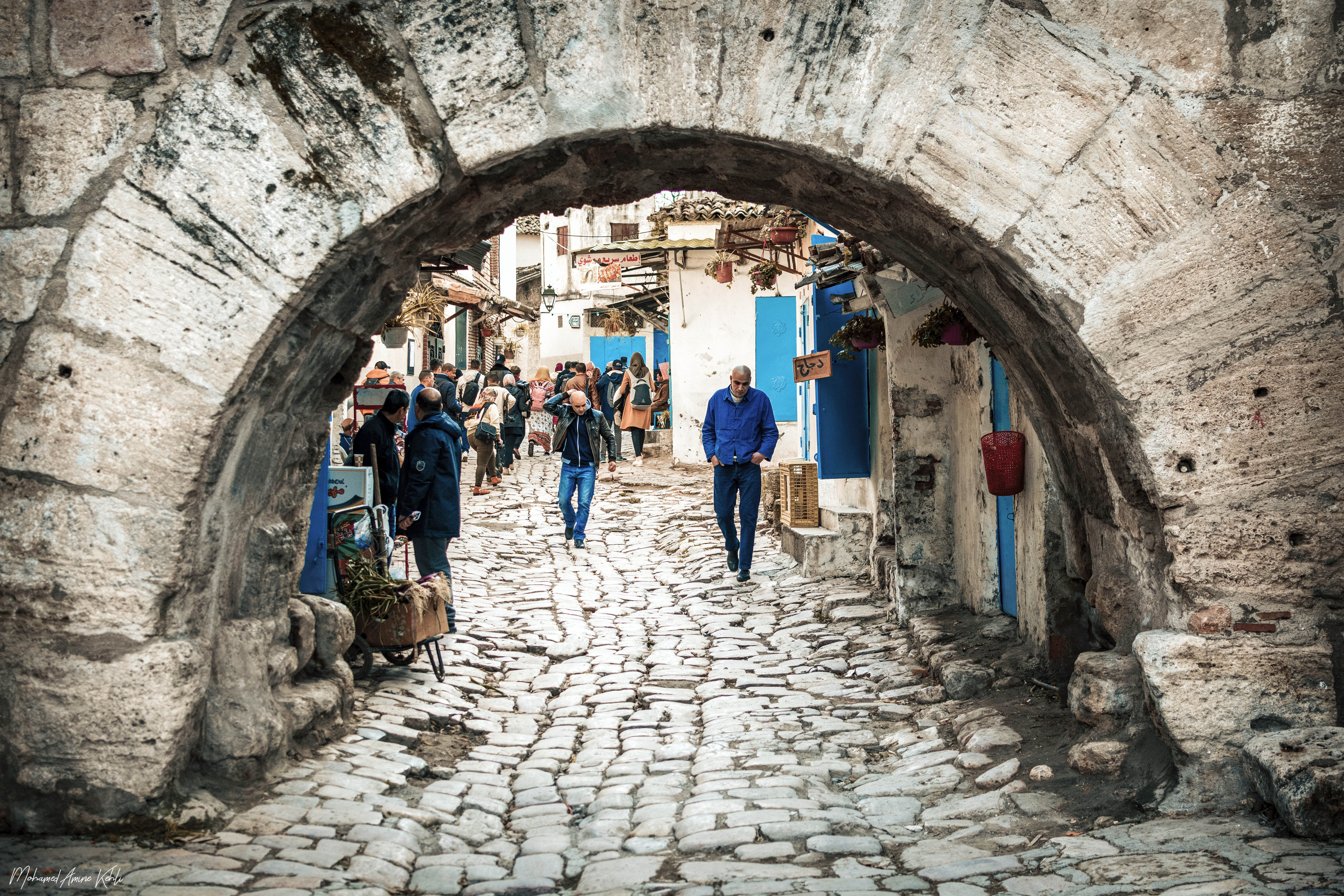
ميلة العتيقة

## وصلات خارجية
- قسنطينة حاضرة الشرق الجزائري وعاصمة الثقافة العربية